# Koninklijke Fanfare Sint-Cecilia Meeswijk
De Koninklijke Fanfare Sint-Cecilia Meeswijk is een fanfareorkest uit Meeswijk, nu een deelgemeente van Maasmechelen, dat opgericht werd in 1882.

## Geschiedenis
In het jaar 1882 namen enkele muziekminnende inwoners het initiatief een zangvereniging te stichten onder de naam "Sint-Cecilia". Daarna werd er aan vernieuwing gedacht en besloot men tot de oprichting van een muziekkorps. De eerste dirigent was de heer Venken. Deze dirigent en zijn opvolgers hebben het muzikale peil stevig verhoogd. Ook nadat tijdens de beide wereldoorlogen de activiteiten rustten, werd er weer muziek gemaakt in Meeswijk.
In 1964 werd het geheel fanfareorkest geüniformeerd. Tijdens de provinciale stapmarstoernooien te Grote Brogel en Zutendaal van de Limburgse Muziekfederatie werd het orkest twee maal uitgeroepen tot Limburgs kampioen in de 1e afdeling fanfare.
In mei 1965 werd aan de vereniging door koning Boudewijn het predicaat Koninklijk verleend. In 1969 had de vereniging de eer, de Kantonnale Muziekdagen in te richten.
Op 1 september 2007 vierde de vereniging haar 125-jarig bestaan met een galaconcert door de Fanfare Eensgezindheid Maasbracht-Beek en Koninklijke Fanfare Kempenbloei Achel. 

## Dirigent
- 1882- ? de heer Venken
- Meert
- Stessen
- Westhovens
- Demandt
- Werteleers
- Bergmans
- Van Brussel
- Swennen
- Jaak Wijnen
- Freddy Urlings

## Publicaties
- Frans Medaer, Lutgarde Dillen en Rudi Demandt: 125 jaar koninklijke fanfare Sint-Cecilia Meeswijk, 1882-2007, kroniek Dilsen-Stokkem: Frans Medaer, 2007. - 26 p.